# 인덱스 펀드
인덱스 펀드(영어: index fund, index tracker)는 소극적 투자방식을 특징으로 하는 투자신탁(펀드)의 한 가지이며, 종합주가지수 등을 따르는 것을 목표로 한다. 대한민국의 인덱스 펀드 종목으로는 KOSPI, KOSPI200 등이 있다. 신탁보수가 낮은 것이 특징이다.

## 같이 보기
- 상장지수펀드(ETF)
- 뱅가드 그룹 - 세계최대 인펙스 펀드 회사
- 존 보글(영어판) - 미국의 '투자의 4대 성인'중 1인이자 뱅가드 그룹 설립자